# الجنوب الشرقي التونسي
الجنوب الشرقي التونسي هي منطقة في تونس تحتوي على ثلاث ولايات في البلاد: قابس ومدنين وتطاوين . 

## جغرافية
تتمتع المنطقة بمناخ جاف مع 99٪ من مساحتها الصحراوية. تبلغ مساحتها 62767 كيلومتر مربع. تعد المنطقة أكثر من ربع إجمالي الأراضي التونسية التي يبلغ عدد سكانها 1،958،694 مليون نسمة مما يجعلها ثاني منطقة مأهولة بالسكان بعد الشمال الشرقي التونسي. 

## الاقتصاد
يعتمد اقتصاد الجنوب الشرقي بشكل أساسي على التجارة مع الدولة المجاورة ليبيا والسياحة (جزيرة جربة بشكل رئيسي) وحقول البترول في كل من تطاوين وقابس. نظرًا للطبيعة الجغرافية للمنطقة، فإن الزراعة معروفة جيدًا في صفاقس خاصة بالزيتون وزيت الزيتون. لا تزال المنطقة فقيرة ومهمشة للغاية مقارنة بالشمال والساحل. 

## حضارة
حافظ الجنوب الشرقي التونسي على صورة محافظة معتدلة على عكس العديد من المناطق الأخرى (الشمالية والساحلية) التي تبنت أسلوب حياة شبيهًا بأوروبا. سكان الجنوب الشرقي لديهم لهجتهم الفريدة وأعرافهم الاجتماعية وفلكلورهم المميز. 

## مواضيع ذات صلة
- الوسط الغربي التونسي
- ولاية قابس
- ولاية تطاوين
- ولاية مدنين